# Bullenbek
Der Bullenbek ist ein Nebenfluss der Stör in Schleswig-Holstein. 
Der Fluss hat eine Länge von ca. 4,6 km, entspringt westlich von Neumünster, verläuft Richtung Süden parallel zur BAB 7 und mündet nördlich von Padenstedt in die Stör. Ein Ortsteil von Wasbek ist nach dem Bullenbek benannt.